# クレイグ・リンドフィールド
クレイグ・リンドフィールド（Craig Lindfield、1988年9月7日 - ）は、イングランド、マージーサイド州・ウィラル出身のサッカー選手。ポジションはFW。

## 経歴

### クラブ
8歳の頃よりリヴァプールFCのアカデミー(下部組織)で育った。
2006-2007シーズンのFAユースカップ準決勝のニューカッスル・ユナイテッドFC戦では、ホームで2得点、アウェイで1得点を挙げ、リヴァプールの2年連続決勝進出に貢献した。続く決勝(対マンチェスター・ユナイテッドFC)の1stレグ(ホーム)では先制点を挙げるも、リヴァプールは1-2の敗戦。しかし、決勝2ndレグ(アウェイ)では1-0と、2戦合計が2-2の同点になり、延長戦の末、PK戦を4-3で勝ち、FAユースカップ優勝を果たした。このPK戦で、リンドフィールドは2番目のPKを蹴り、成功した。
2006年夏に、アカデミーからリザーブチームに昇格。2006年7月22日、クルー・アレクサンドラFCとのプレシーズン親善試合では、この試合で唯一のゴールを記録した。しかしながら、リーグでの出場はなく、2007年よりレンタル移籍を繰り返した。2009年8月にリヴァプールとの契約を満了し、同年12月にトライアルを経てマクルズフィールド・タウンFCに入団。マクルズフィールドではシーズン終了までプレー、2010年6月にかつて所属したアクリントン・スタンリーFCに移籍した。

### U-19イングランド代表
2006年10月にオーストリアで開催された国際親善トーナメントでは、3-3で引き分けたオーストリア戦で2得点を挙げる活躍を見せた。

## 所属クラブ
- 2006年 - 2009年  リヴァプールFC

→ 2007年  ノッツ・カウンティFC (Loan)
→ 2008年  チェスター・シティFC (Loan)
→ 2008年  AFCボーンマス (Loan)
→ 2009年  アクリントン・スタンリーFC (Loan)
- 2010年  マクルズフィールド・タウンFC
- 2010年 - 2013年  アクリントン・スタンリーFC

→ 2010年  キダーミンスター・ハリアーズFC (Loan)
- 2013年 - 2014年  チェスターFC
- 2014年 - 2016年  FCユナイテッド・オブ・マンチェスター

→ 2016年  アシュトン・ユナイテッドFC (Loan)
- 2016年 - 2017年  マリンFC
- 2017年  トラッフォードFC
- 2017年 -  FCユナイテッド・オブ・マンチェスター